# Leo Kanner
Leo Kanner (født 13. juni 1894, død 4. april 1981) var en østrigsk-amerikansk psykiater og læge kendt for sit arbejde med autisme.

## Biografi
Kanner blev født i Klekotow i Galicien i Østrig-Ungarn (i dag Klekotiv i Ukraine). Han studerede på Humboldt-universitetet i Berlin fra 1913. Hans studier blev afbrudt af tjeneste i den østrigske hær i 1. verdenskrig, og han modtog først sin MD i 1921. Han emigrerede til USA i 1924 for at blive assisterende læge ved det psykiatriske hospital i Yankton County i South Dakota. I 1930 blev han valgt til at udvikle den første børnepsykiatriske tjeneste i et pædiatrisk hospital på Johns Hopkins Hospital i Baltimore. Han blev lektor i psykiatri i 1933.
Han var den første læge i USA, som blev børnepsykiater, og hans første lærebog, Child Psychiatry fra 1935 blev den første engelsksprogede lærebog, som fokuserede på børns psykiatriske problemer. Hans afhandling fra 1943 Autistic Disturbances of Affective Contact Arkiveret 2. november 2006 hos  Wayback Machine (pdf) danner sammen med Hans Aspergers arbejder basis for de moderne studier i autisme.
Han blev Director of Child Psychiatry i 1957. Han trak sig tilbage i 1959 men var aktiv til sin død i Sykesville i Maryland i en alder af 87 år.

## Afhandlinger
- Kanner, L. (1943), Autistic Disturbances of Affective Contact Arkiveret 2. november 2006 hos  Wayback Machine (pdf), Nervous Child, 2, pp.217-250.
- Kanner, L. (1946), Irrelevant and Metaphorical Language in Early Infantile Autism, American Journal of Psychiatry, 103, pp.242-246.
- Kanner, L. & Eisenberg, L. (1956), Early Infantile Autism 1943-1955, American Journal of Orthopsychiatry, 26, pp.55-65.
- Bender, L. (1982), In Memoriam Leo Kanner, MD June 13, 1894--April 4, 1981, J Am Acad Child Psychiatry 21(1): 88-89.

## Bøger
- 1935 Child Psychiatry
- 1973 Childhood Psychosis: Initial Studies and New Insights